# 마바시촌
마바시촌(馬橋村)은 지바현 히가시카쓰시카군에 일찍이 존재했던 촌이다. 현재의 마쓰도시 북부에 해당한다.

## 역사
- 1889년 4월 1일 - 정촌제 시행에 수반해 히가시카쓰시카군 마바시촌이 성립하였다.
- 1943년 4월 1일 - 마쓰도정, 다카기촌과 합병해, 마쓰도시가 신설되어, 마쓰도정은 소멸하였다.

## 교통

### 철도
- 국철 (→ JR동일본)
  - 조반선